# Stilelemente von Manga und Anime
Im Laufe der Zeit haben sich bei modernen Manga (japanischen Comics) und Anime (japanischen Zeichentrickfilmen) besondere Stilelemente herausgebildet, die häufig als für diese charakteristisch angesehen werden. Sie müssen jedoch nicht zwingend vorhanden sein oder können auch absichtlich entgegen üblichen Lese- und Sehgewohnheiten eingesetzt werden.

## Entwicklung der Stilelemente
Die Stile von Manga und Anime wurden von der japanischen Kunst der Edo-Zeit wie von westlichen Stilen beeinflusst. Dabei wurde jedoch nur wenig direkt aus der traditionellen japanischen Kunst übernommen, sondern eher aus westlichen Stilen wie Jugendstil „reimportiert“, die ihrerseits von japanischen Holzschnitten beeinflusst waren.
Viele Symbole und Stilelemente des modernen Manga wurden von Osamu Tezuka eingeführt, der stark von europäischen Romanen und amerikanischen Filmen beeinflusst war. Doch bereits in der ersten Hälfte des 20. Jahrhunderts waren wesentliche Elemente, wie karikaturhafte, vereinfachte Darstellungen der Figuren, beeinflusst von europäischen und amerikanischen Comicstrips, in Japan verbreitet. In den 1960er Jahren wurde die Anime-Branche, insbesondere Toei Animation, zudem von russischen Trickfilmen beeinflusst und entwickelte eigene Stile.

## Figurdesign

### „Westliches“ Aussehen
Manga- und Anime-Figuren wird immer wieder ein westliches, beziehungsweise europäisches Aussehen unterstellt. Als Gründe dafür werden die abwechslungsreiche Farbe des Haars, die großen, rundlich und ebenfalls farblich variabel gestalteten Augen, oder auch die vereinfachten Gesichtszüge (siehe Abschnitt Kindchenschema) der Figuren genannt. Vereinzelt wird diese Darstellungsform dadurch sogar als unbewusster Wunsch der Japaner nach einem entsprechenden und damit auffälligen, aus der Masse herausstechenden, Aussehen interpretiert. Tatsächlich ist diese Form der Darstellung nach japanischem Verständnis jedoch neutral und ohne direkte Zuordnung zu einer bestimmten Ethnie oder einem Phänotyp, solange in den Werken nicht selbst eine Einordnung vorgenommen wird. Dies geht auch darauf zurück, dass japanische Künstler im 19. Jahrhundert, die von westlichen Comicstrips beeinflusst waren, ihren Figuren ein „europäisches“ Aussehen verliehen, obwohl diese Japaner darstellten.

### Kindchenschema

Fan-Art im Manga-Stil mit Darstellung des Kindchenschemas

Eines der häufigsten Manga- und Anime-Elemente, insbesondere bei der Darstellung weiblicher Charaktere, ist das Kindchenschema mit großem Kopf und stark vergrößerten „Kulleraugen“. Dieses Figurendesign ist so charakteristisch, dass es oft als allgemeingültiges Kennzeichen für japanische Produktionen oder davon abgeleitete Erzeugnisse interpretiert wird.
Das Kindchenschema kommt vor allem bei Produktionen für Kinder und Jugendliche und im Ecchi- und Hentai-Bereich (Geschichten für Erwachsene mit mehr oder weniger deutlich ausgeprägtem sexuellen Inhalt) vor. Bei Manga und Anime mit ernstem oder anspruchsvollem Hintergrund ist dagegen vielfach ein eher realistisches Figurendesign zu finden.

### Gesichtsaufbau
Vielfach werden Manga- und Anime-Charaktere mit stark vergrößerten Augen gezeichnet, da insbesondere die Augen Gefühle und Persönlichkeit der Figur vermitteln. Daher werden auch meist, im Gegensatz zu westlichen Comics und Trickfilmen, die Pupillen dargestellt. Je nach Realismus der Handlung sind die Augen aber auch kleiner gezeichnet.
Da die Nase für die Darstellung von Gefühlen und Emotionen kaum eine Bedeutung hat, wird sie meist nur angedeutet und in der Regel sehr klein dargestellt. Auch der Mund wird vergleichsweise klein gezeichnet, kann aber bei Emotionen wie Wut oder Ratlosigkeit auch übertrieben groß dargestellt werden. Beim Anime wird der Mund aber häufig nur wenig animiert beziehungsweise werden nur wenige Formen des Mundes verwendet. Dies ist zum einen auf die japanische Tradition vom Schauspiel mit Puppen und Masken zurückzuführen wie auf die übliche, nachträgliche Synchronisation.

### Super Deformed und Chibi
Zur Hervorhebung von Emotionen oder Gesichtsausdrücken, aber auch zur Verniedlichung oder parodistischen Verstärkung, können Figuren in einer Extremform, dem so genannten Super Deformed, dargestellt werden. Die Charaktere werden hier bewusst nicht anatomisch korrekt gezeichnet, wobei diejenigen Körperteile, die für die Aktion relevant sind, besonders betont werden. Diese Form wird häufig in humorvollen Zwischensequenzen verwendet.
Der Begriff Chibi bezeichnet die Darstellung eines Charakters in kindlicher, meist gedrungener Form. Dabei wird bewusst das Kindchenschema auf die Spitze getrieben, und in den Darstellungen lassen sich teilweise auch Super-Deformed-Stilelemente wiederfinden.

### Kemonomimi
Als Kemonomimi werden menschlich gestaltete Figuren mit Merkmalen von Tieren bezeichnet. Im Gegensatz zu Kemono, die in der klassischen japanischen Kunst Tiere mit menschlichen Eigenschaften und Lebensweisen darstellen, besitzen Kemonomimi nur einzelne Elemente von Tieren wie Tierohren oder Schwänze. Ihre Vorbilder finden sich in der japanischen Mythologie. Eine Form von Kemonomimi sind sogenannte „Catgirls“, Mädchen mit mehr oder weniger ausgeprägten Katzenmerkmalen.
Auch normale Menschen können in Manga und Anime kurzzeitig als Kemonomimi dargestellt werden, zum Beispiel wenn Charaktere bei schelmischen Gedanken oder Äußerungen einen „Katzenmund“ bekommen. Ähnlich dem Super-Deformed-Stil dient dies der übersteigerten Darstellung von Reizbarkeit oder Niedlichkeit.

## Bildelemente

### Darstellung von Gefühlen

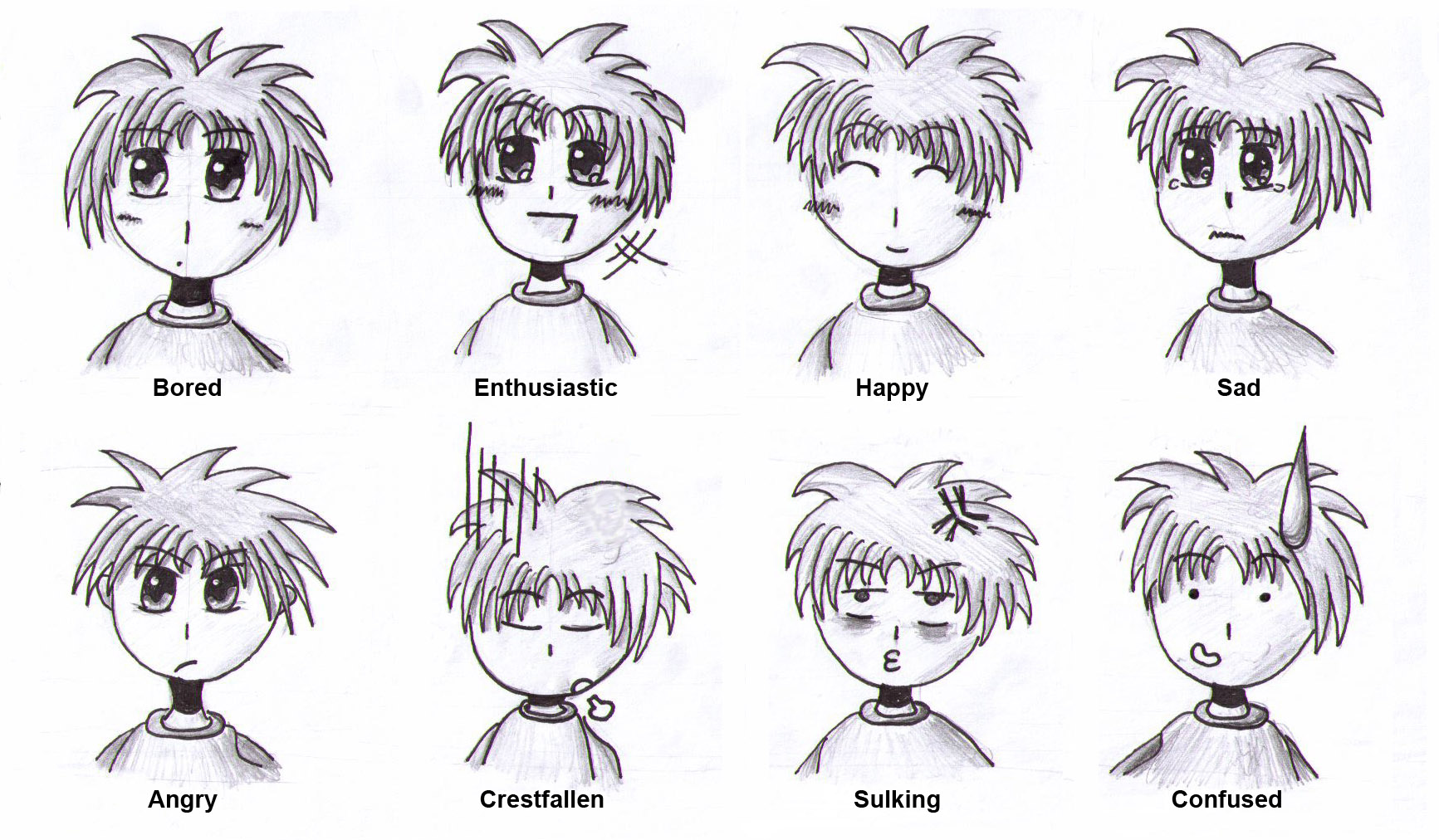
Darstellung von Gefühlen und Zuständen einer Figur durch Symbole

Charakteristische Darstellung von Wut in Manga und Anime: gerunzelte Stirn, Aderkreuz, Schweißtropfen und zusammengekniffene Augen

Folgende grafischen Elemente kommen sowohl in Manga als auch in Anime häufig vor, überwiegend in Szenen mit lustigem oder satirischem Inhalt:
Schweißtropfenstellen Verlegenheit, Peinlichkeit oder Stress dar.
Kreuz auf der Stirnsymbolisiert anschwellende Blutgefäße durch Wut oder Ärger.
Schleimblase aus der Nasesymbolisiert, dass die Figur schläft.
NasenblutenSexuelle Erregung oder Begierde, manchmal bis zu Blutfontänen.
Spiralaugenstehen für Erschöpfung oder Bewusstlosigkeit.
Außerdem werden Gefühle häufig mit expressionistischen Hintergründen, abstrakten Formen und Linien, vermittelt oder verstärkt.

### Bildaufbau und Hintergründe
Die Hintergründe sind häufig detaillierter und realistischer gestaltet als die Figuren. So wird, ähnlich wie beim europäischen Stil der Ligne claire, die Identifikation mit den Figuren erleichtert und zugleich eine realistische Welt um diese geschaffen, in die der Leser „eintauchen“ kann. Dabei finden auch häufiger Details aus der natürlichen Welt Raum in den Bildern.
In den Hintergründen kommen aber auch „Speed Lines“ und ähnliche expressionistische Mittel zum Einsatz, die hohe Geschwindigkeit oder starke Gefühle darstellen. Sie werden in Manga häufiger als in Anime verwendet. Während z. B. in westlichen Comics die Speed Lines häufig von einem sich bewegenden Objekt ausgehen, wie bei einer still stehenden Kamera, an der etwas schnell vorbeizieht, bleibt in Manga der Fokus oft auf dem Objekt, und die Speed Lines gehen von der Umgebung aus, wie bei einer sich mitbewegenden Kamera. Auf diese Weise wird eine größere Dynamik vermittelt. Unter Umständen kann auch der Hintergrund völlig verschwinden. Dies erzeugt auch eine zusätzliche Konzentration auf die handelnde Figur.